# Jacob Carl Frederik Primon
Jacob Carl Frederik Primon (født 13. august 1763 i Slesvig by 1763, død i marts 1812) var en dansk litterat.
Primon blev student fra Odense Skole 1781; studerede derefter i København teologi og sprog, uden dog at tage nogen embedseksamen; kom til Kiel 1792, hvor han hørte juridiske forelæsninger, men vendte snart efter tilbage til København og blev (1794) en af medarbejderne i ugebladet Folkevennen, der rasede imod Frankrig og dets revolution. Da bladets redaktør, den tyske æventyrer J.C.M. Steineck, døde 1795, var Primon udgiver af dets 6 sidste numre. Men denne virksomhed bidrog blandt andet til at stænge alle døre for ham og bragte ham i den sørgeligste forfatning. I "Notarialfejden" deltog han med et par ubetydelige piecer mod P.A. Heiberg og blev nu på professor G.H. Olsens anbefaling translatør (1799). Han kæmpede stadig med store økonomiske sorger, som han søgte at bøde på ved en række oversætterarbejder af broget art. Mest bekendt er hans – i øvrigt højst mangelfulde – Lexikon over fremmede Ord og Udtryk (1807; 3. oplag 1827), en bearbejdelse efter Campe. I 2. oplag af Reislers dansk-tyske ordbog (1808) har han betydelig andel.